# 保健センター

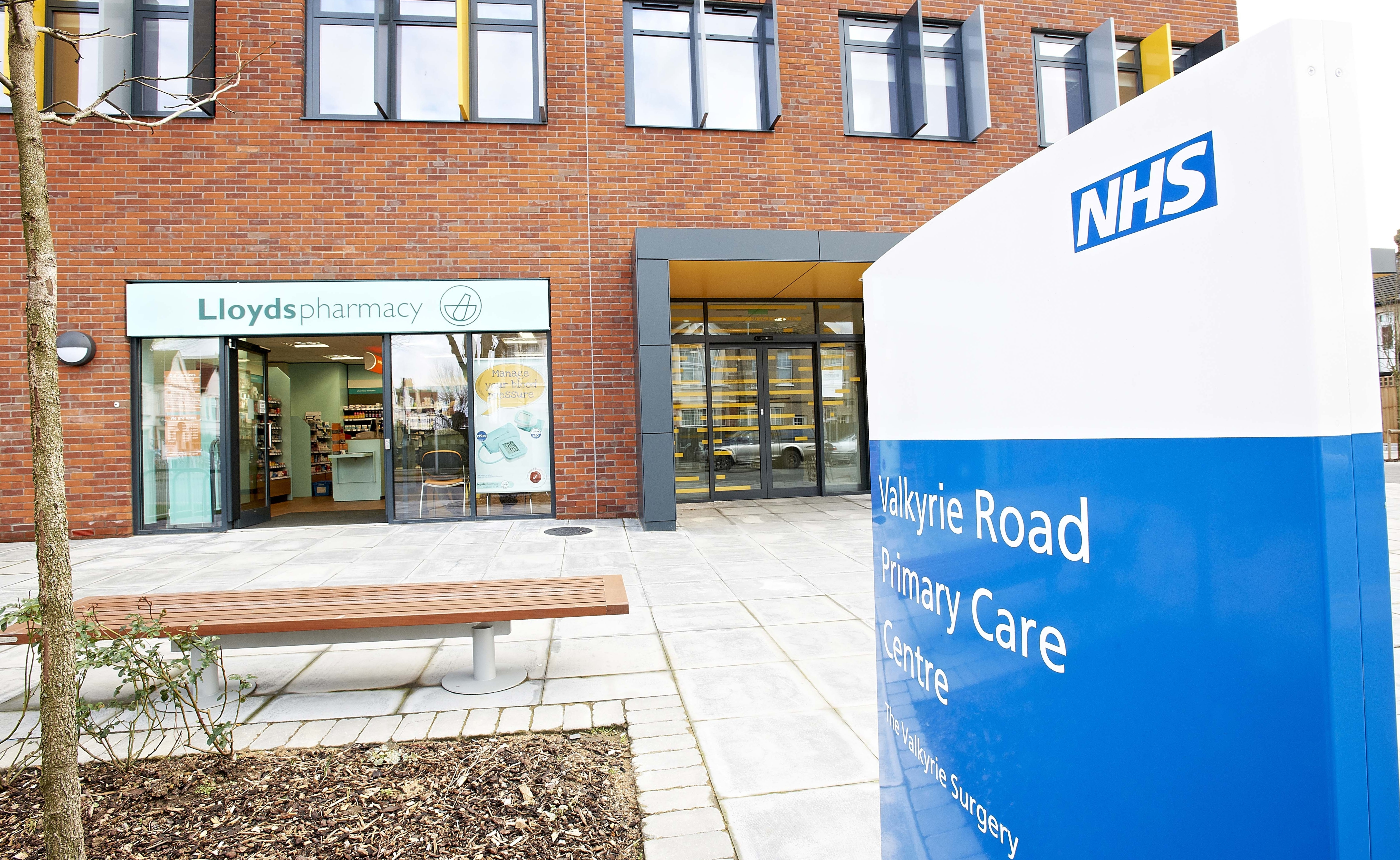
英国NHSの保健センター

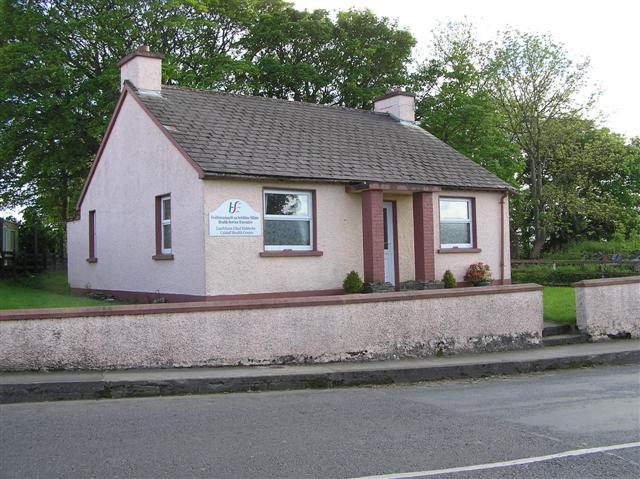
アイルランドCuldaff村の保健センター

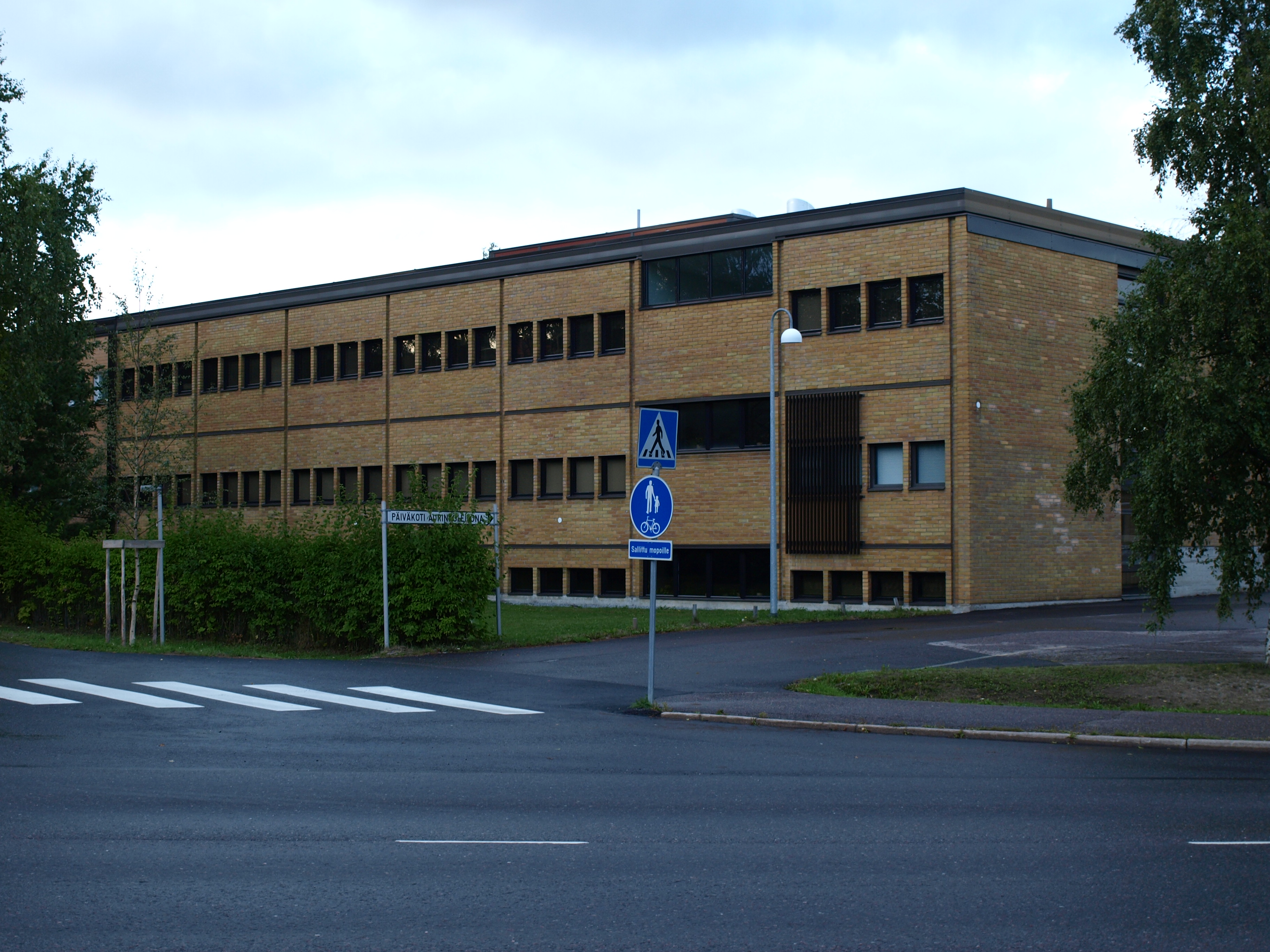
フィンランドHalikko市の保健センター

保健センター（ほけんセンター）、ヘルスセンター（health center）、地域保健センター（ちいきほけんセンター、community health center）とは、総合診療医および看護師らが勤めている診療所である。一般的には家庭医療および歯科医療を行っており、一部ではさらに内科・小児科・婦人科・家族計画・薬局・臨床検査なども行うところがある。

## 各国の制度

### アイルランド
アイルランドでは政府機関Health Service Executive（HSE）によって運営され、プライマリケアおよびコミュニティケアが提供される。

### 米国
米国では2006年にNational Association of Community Health Centersが、13～64歳の総合診療および歯科診療者に対して、即時で無料のHIV検査を機械的に行っている。

### イギリス
イギリスの地域保健は全国10ブロックのNHS strategic health authority(SHA)が担っており、現場のサービスはSHA配下の組織より提供される。

### カナダ
オンタリオ州ではCommunity Health Centers (CHCs)が40年以上運営されている。CHCは、市民が病気になった時に治療するのではなく、人々の健康状態を保つことに努めている。多くのCHCは電子カルテシステムを活用し、医療に対し学際的アプローチにて取り組んでいる。
ケベック州においては、地域サービスセンター（local community services centres）がCLSCとして知られている。CLSCは定期的に保健・ソーシャルサービスを提供し、また予約があるなしにかかわらない総合診療医の診察も提供する。

### 日本
日本では地域保健法に基づく。保健所は都道府県・特別区・政令指定の都市（保健所政令市）レベルの事業である。一方で市町村保健センターは市町村の事業とされる。

### 中国
中国では、2011年時点では地域保健センターは32,821施設存在し、また郷レベルにおいては37,374の保健センターが存在する。

### フィンランド
フィンランドでは各自治体がセンターを設置運営する義務を負っており、センターに勤務する総合診療医(GP)、保健士、歯科医によってプライマリケアが提供される。GPの住民受け持ちは、医師一人あたり約307人ほど。